# Estero de Paine
Estero de Paine är ett vattendrag i Chile.   Det ligger i regionen Región Metropolitana de Santiago, i den södra delen av landet, 40 km söder om huvudstaden Santiago de Chile.
Trakten runt Estero de Paine består till största delen av jordbruksmark. Runt Estero de Paine är det ganska tätbefolkat, med 72 invånare per kvadratkilometer.